# La Famille du duc d'Osuna
La Famille du duc d'Osuna (en espagnol : Los duques de Osuna y sus hijos) est un tableau peint par Francisco de Goya en 1788, conservé au Musée du Prado à Madrid (Espagne).

## Contexte de l'œuvre
Les ducs d'Osuna étaient l'une des plus grandes familles de la noblesse espagnole. La duchesse, l'une des femmes les plus brillantes de Madrid, s'habillait avec élégance, suivant de près la mode parisienne. Les salons de ce couple cultivé accueillaient des artistes, des penseurs et des écrivains et la duchesse tenait la peinture de Goya en haute estime. Ils lui commandèrent une trentaine de tableaux au cours des années suivantes et l'introduisirent dans les aristocratiques, favorisant ainsi sa carrière de portraitiste.

## Description du tableau
La toile représente une scène familiale dans laquelle apparaît Pedro Téllez Girón (es), 9e duc d'Osuna, ami et mécène de Goya, avec son épouse Josefa Alonso Pimentel et leurs quatre enfants. Le peintre révèle la relation affable et intime qu'il entretenait avec la famille, notamment à travers la douceur et l'affection avec lesquelles il dépeint les enfants, captant l'intensité de leurs regards.
Le duc est représenté debout et quelque peu courbé, en tenue de cour, tandis que la duchesse est assise et habillée à la française. Le groupe est complété par les quatre enfants dans diverses poses et deux petits chiens dans une composition triangulaire influencée par Anton Raphael Mengs. La fille aînée, Josefa Manuela, âgée d'environ cinq ans, se tient à la droite de son père et lui tient la main ; la suivante, Joaquina, âgée de trois ans, s'appuie sur les genoux de sa mère. Les deux tiennent des petits éventails. À l'avenir, elles seront connues sous les titres de Marquise de Camarasa et Marquise de Santa Cruz, et cette dernière sera à nouveau dépeinte par Goya comme Érato, muse de la poésie. À gauche, l'héritier de la maison, Francisco de Borja (es), qui joue avec le bâton de son père, comme s'il s'agissait d'un cheval. Il sera également dépeint à nouveau par Goya comme le 10e duc d'Osuna. Assis sur un coussin, Pedro de Alcántara (es), âgé d'un an seulement, tire une barouche jouet par une corde. Il deviendra prince d'Anglona, combattra en tant que général pendant la guerre d'indépendance, dirigera le musée du Prado et l'Académie royale des Beaux-Arts Saint-Ferdinand, et sera capitaine général de Cuba. Le tableau ne montre pas la fille cadette du couple, Manuela Isidra, qui est née en 1794 et sera représentée des années plus tard par Goya sous le nom de duchesse d'Abrantès.
Goya ne représente pas la famille dans son palais, mais devant un fond imprécis qui met en valeur les personnages. Les enfants qui tiennent un jouet à la main donnent une note intime à ce tableau qui garde néanmoins son caractère officiel.